# Miguel Ángel Martín Perdiguero
Miguel Ángel Martín Perdiguero (San Sebastián de los Reyes, 14 ottobre 1972) è un ex ciclista su strada spagnolo, professionista dal 1997 al 2006.

## Carriera
Diventa professionista nel 1997, nella squadra Kelme-Costa Blanca, ove resta fino al 1999 quando passa alla ONCE. Nelle stagioni seguenti veste le divise di Vitalicio Seguros e Cantina Tollo-Acqua & Sapone (poi Acqua & Sapone). Nel 2003 gareggia per la Domina Vacanze-Elitron (ex Acqua & Sapone), con la quale vince il Trofeo Pantalica.
Nell'anno successivo corre con la maglia della Saunier Duval-Prodir e si impone nella Clásica San Sebastián 2004 (gara di Coppa del mondo), nella Volta Ciclista a Catalunya ed in una tappa della Vuelta a España. Nel 2006, a pochi giorni dall'inizio della Vuelta, annuncia il suo ritiro dall'attività agonistica.

## Palmarès
- 1998 (Kelme, una vittoria)

Grand Prix International Mitsubishi
- 1999 (ONCE, due vittorie)

Clásica a los Puertos de Guadarrama
1ª tappa Vuelta a Burgos
- 2000 (Vitalicio Seguros, quattro vittorie)

4ª tappa Vuelta a La Rioja
Classifica generale Vuelta a La Rioja
Gran Premio de Llodio
Gran Premio Miguel Indurain
- 2001 (Cantina Tollo, due vittorie)

1ª tappa Vuelta Asturias
1ª tappa Clásica de Alcobendas
- 2002 (Acqua & Sapone, tre vittorie)

3ª tappa Euskal Bizikleta (Zeanuri > Agurain)
4ª tappa Setmana Catalana (Bagà > Vic)
4ª tappa Vuelta a Asturias
- 2003 (Domina Vacanza, tre vittorie)

Trofeo Pantalica
4ª tappa Volta a la Comunitat Valenciana
3ª tappa Vuelta a Castilla y León
- 2004 (Saunier Duval, otto vittorie)

Classica di San Sebastián
2ª tappa Volta Ciclista a Catalunya (Salou > Horta de Sant Joan)
3ª tappa Volta Ciclista a Catalunya (Les Borges Blanques > Andorra)
4ª tappa Volta Ciclista a Catalunya (Llorts > Arcalís, cronometro)
Classifica generale Volta Ciclista a Catalunya
1ª tappa Euskal Bizikleta (Eibar > Karrantza)
2ª tappa Euskal Bizikleta (Karrantza > Agurain)
5ª tappa Vuelta Asturias

### Altre vittorie
- 2000 (Vitalicio Seguros)

Classifica a punti Vuelta a La Rioja
- 2003 (Domina Vacanza)

Classifica a punti Volta a la Comunitat Valenciana
- 2004 (Saunier Duval)

Classifica a punti Volta Ciclista a Catalunya
Classifica scalatori Volta Ciclista a Catalunya
Classifica a punti Setmana Catalana
Classifica combinata Setmana Catalana
Classifica scalatori Vuelta a Murcia

## Piazzamenti

### Grandi Giri
- Giro d'Italia

1997: ritirato
1998: 73º
2000: 37º
- Tour de France

2006: ritirato
- Vuelta a España

1999: 61º
2001: ritirato (10ª tappa)
2002: 42º
2003: 32º
2004: ritirato (19ª tappa)
2005: ritirato (18ª tappa)
2006: ritirato (5ª tappa)

### Competizioni mondiali
- Coppa del mondo/ProTour

2003: 22º
2006: 60º